# Lanesborough (Irlanda)
Lanesborough (in irlandese: Béal Átha Liag ) è un villaggio nella contea di Longford, in Irlanda.